# Żurrieq F.C.
Zurrieq Football Club (Zurrieq F.C.) – maltański klub piłkarski zlokalizowany w maltańskim local council Żurrieq.

## Osiągnięcia
- Mistrzostwa Malty (Maltese Premier League)
  - II miejsce (1 raz): 1986/87[1]
  - III miejsce (2 razy): 1981/82, 1987/88[2]
- Puchar Malty
  - mistrzostwo (1 raz): 1985[3]
  - II miejsce (2 razy): 1984, 1986[3]
- Superpuchar Malty - II miejsce (1 raz): 1985[4]